# Битка при Чандъ
Битката при Чандъ от 2 ноември до 20 декември 1943 година е битка в района на град Чандъ в Китай по време на Втората китайско-японска война, част от Втората световна война.
Японците предприемат нападение срещу град Чандъ в северен Хунан главно с цел да блокират китайски сили, които биха могли да бъдат прехвърлени на Бирманския театър. Използвайки химическо оръжие японците успяват да навлязат в града, където са въвлечени в ожесточени улични боеве от защитаващата го единствена китайска дивизия. Тя се бие до пълното си унищожение, което дава възможност на китайски подкрепления да обкръжат града и да нанесат тежки загуби на опитващите да се оттеглят японци.